# Каблуково (Сафоновський район)
Каблуково (рос. Каблуково) — присілок Сафоновського району Смоленської області Росії. Входить до складу Прудківського сільського поселення.
Населення — 82 особи (2007 рік). 